# 溴化钕
溴化钕是一种无机化合物，化学式为NdBr3。这个无水化合物在室温下为灰白色至淡绿色固体，具有斜方晶系PuBr3型晶体结构。

## 制备
在碳的存在下，氧化钕和四溴化碳反应，可以制得溴化钕。

## 相关化合物
钕和溴可以形成一种混合价态化合物K3NdII2NdIIIBr10，它是黑绿色晶体，属正交晶系。
用碱金属还原NdBr3，还原剂为Na时，可以得到NdBr2（PbCl2型结构）；当还原剂为K或Rb时，得到的是KNd2Br5和RbNd2Br5。